# Южна Амапа (мезорегион)
Мезорегион Южна Амапа е един от двата мезорегиона на бразилския щат Амапа. Образуван е от 11 общини, групирани в 2 микрорегиона.

## Микрорегиони
- Макапа
- Мазагау